# Adam Goldberg

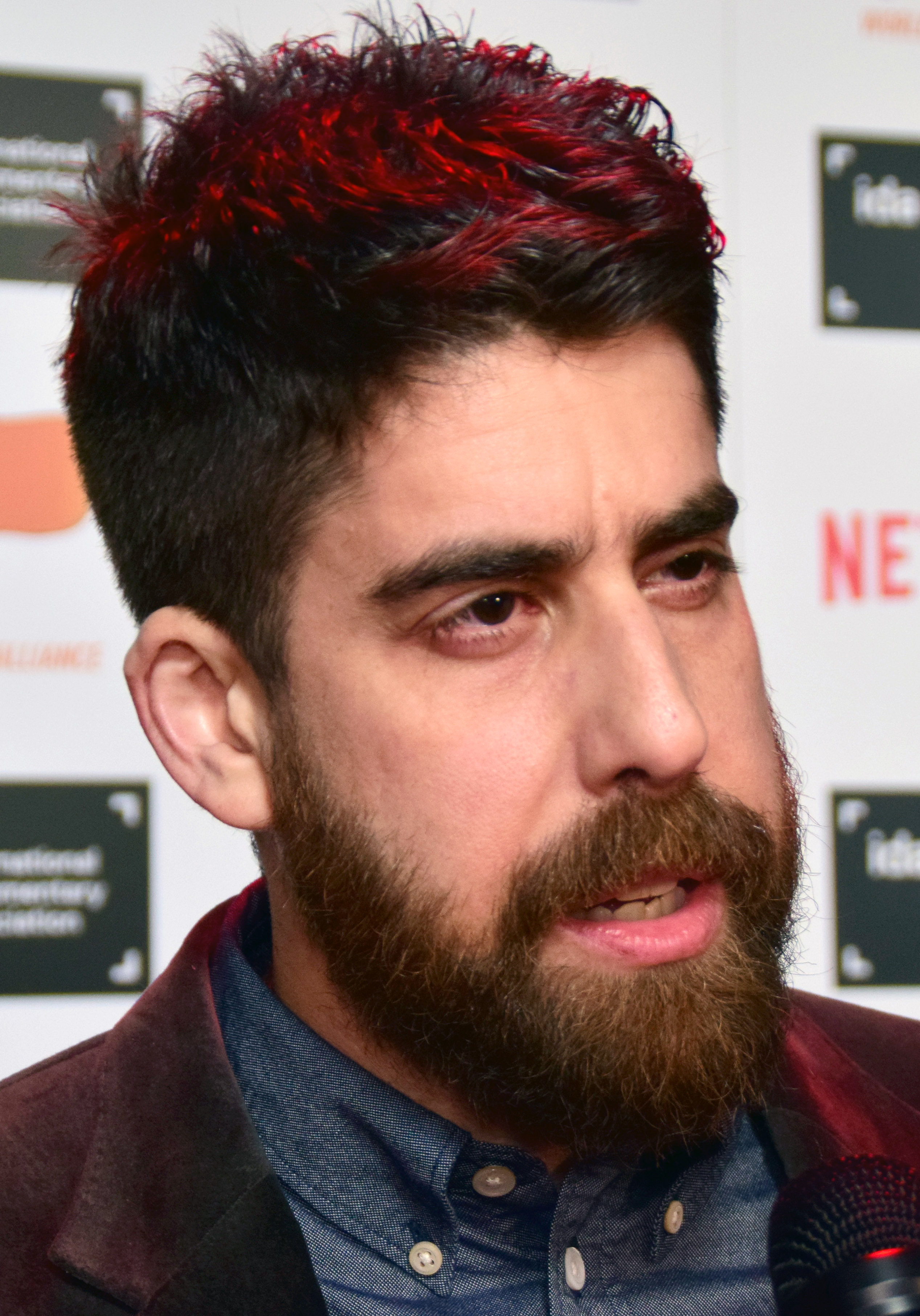
Adam Goldberg (2015)

Adam Goldberg (* 25. Oktober 1970 in Santa Monica, Kalifornien) ist ein US-amerikanischer Schauspieler, Regisseur und Drehbuchautor.

## Karriere
Adam Goldberg ist Absolvent des Sarah Lawrence College. Seine erste größere Rolle hatte Goldberg 1992 an der Seite von Billy Crystal in Der letzte Komödiant – Mr. Saturday Night. Danach folgten Rollen in Steven Spielbergs Der Soldat James Ryan und Ron Howards EDtv. 2001 folgte A Beautiful Mind – Genie und Wahnsinn mit Russell Crowe. Nachdem Goldberg bereits mit Scotch and Milk 1998 sein Regiedebüt gab, drehte er 2003 die Dokumentation Running with Bulls und den von Kritikern gelobten Film I Love Your Work mit Giovanni Ribisi, Franka Potente und Christina Ricci. 2014 begannen die Dreharbeiten zu seiner vierten Regiearbeit, der Film No Way Jose, für den er auch das Drehbuch schrieb. Goldberg spielte in mehreren Folgen der US-Serie Friends, My Name Is Earl und Joey mit. Es folgten diverse Auftritte als Gastschauspieler in verschiedenen Fernsehfilmen und -serien. 2014 übernahm er an der Seite von Billy Bob Thornton und Martin Freeman die Rolle des Mr. Numbers in der Fernsehserie Fargo.

## Filmografie (Auswahl)
- 1992: Der letzte Komödiant – Mr. Saturday Night (Mr. Saturday Night)
- 1993: Confusion – Sommer der Ausgeflippten (Dazed and Confused)
- 1995: Emergency Room – Die Notaufnahme (Fernsehserie, Episode 2x09)
- 1995: God’s Army – Die letzte Schlacht (The Prophecy)
- 1996: Friends (Fernsehserie, 3 Episoden)
- 1996: Space 2063 (Fernsehserie, Episode 1x17 Ein Panzer namens Pearly)
- 1998: Der Soldat James Ryan (Saving Private Ryan)
- 1998: Scotch and Milk (Regie & Drehbuch)
- 1999: EDtv
- 2000: Outer Limits – Die unbekannte Dimension (Fernsehserie, Episode 6x03 Imagewechsel)
- 2001: Will & Grace (Fernsehserie, Episode 4x02 Der Happy Dance)
- 2001: Waking Life
- 2001: A Beautiful Mind – Genie und Wahnsinn (A Beautiful Mind)
- 2001: Fast Sofa
- 2002: The Salton Sea
- 2003: Miss Watch (Fernsehserie, Episode 1x06)
- 2003: The Hebrew Hammer
- 2003: The Fan – Schatten des Ruhms (I Love Your Work, Regie & Drehbuch)
- 2003: Running With the Bulls (Dokumentarfilm, Regie)
- 2003: Wie werde ich ihn los – in 10 Tagen? (How to Lose a Guy in 10 Days)
- 2004: Frankenstein – Auf der Jagd nach seinem Schöpfer (Frankenstein, Fernsehfilm)
- 2004: My Life Inc. (Fernsehfilm)
- 2005–2006: Joey (Fernsehserie, 9 Episoden)
- 2005: Criminal Intent – Verbrechen im Visier (Law & Order: Criminal Intent, Fernsehserie, 1 Episode)
- 2006: Man About Town
- 2006: Déjà Vu – Wettlauf gegen die Zeit (Déjà Vu)
- 2006: Stay Alive
- 2006: My Name Is Earl (Fernsehserie, Episode 1x15)
- 2007: 2 Tage Paris (2 Days in Paris)
- 2007: Zodiac – Die Spur des Killers (Zodiac)
- 2007: Nancy Drew – Girl Detective (Nancy Drew)
- 2007: Entourage (Fernsehserie, 4 Episoden)
- 2007: Medium – Nichts bleibt verborgen (Medium, Fernsehserie, Episode 3x17)
- 2008: From Within
- 2008: Christmas on Mars
- 2008: Kate Wakes (Kurzfilm)
- 2009: The Unusuals (Fernsehserie, 10 Episoden)
- 2009: (Untitled)
- 2009: Landy’s BFF
- 2009: Numbers – Die Logik des Verbrechens (NUMB3RS, Fernsehserie, Episode 6x04)
- 2010: Miss Nobody
- 2010: Norman
- 2011: White Collar (Fernsehserie, Episode 2x14)
- 2011: Traffic Light (Fernsehserie, Episode 1x09)
- 2011: Ein Monster in Paris (Un monstre à Paris, Stimme)
- 2012: NYC 22 (Fernsehserie, 13 Episoden)
- 2012: Lost Angeles
- 2013: Franklin & Bash (Fernsehserie, Episode 3x01)
- 2013: Anna Nicole – Leben und Tod eines Playmates (Anna Nicole, Fernsehfilm)
- 2014: Fargo (Fernsehserie, 5 Episoden)
- 2015–2016: The Jim Gaffigan Show (Fernsehserie, 23 Episoden)
- 2016: Rebirth
- 2017: Once Upon a Time in Venice
- 2017: Lore (Fernsehserie, Episode 1x05)
- 2017: Graves (Fernsehserie, 6 Episoden)
- 2018: Taken – Die Zeit ist dein Feind (Taken, Fernsehserie, 16 Episoden)
- 2019: God Friended Me (Fernsehserie, 8 Episoden)
- 2019: Running with the Devil
- 2021–2025: The Equalizer - Schutzengel in New York (The Equalizer, Fernsehserie)
- 2024: The Exorcism

## Auszeichnung
- 1999: Online Film Critics Society Award: Bestes Schauspielensemble für Der Soldat James Ryan
- 1999: Screen Actors Guild Award: nominiert Bestes Schauspielensemble für Der Soldat James Ryan
- 2002: Screen Actors Guild Award: nominiert Bestes Schauspielensemble für A Beautiful Mind – Genie und Wahnsinn